# Joe's Apartment
Joe's Apartment (bra: Joe e as Baratas) é um filme de comédia musical de 1996 estrelado por Jerry O'Connell e Megan Ward e o primeiro filme produzido pela MTV Films. Ele foi baseado em um curta-metragem de 1992 pela primeira vez para a MTV. O filme foi dirigido por John Payson, com seqüências de animação computadorizada supervisionadas por Chris Wedge através da Blue Sky Studios.
O foco principal da história é o fato de que sem o conhecimento de muitos seres humanos, as baratas podem falar, mas preferem não falar, porque os humanos "esmagam primeiro e perguntam depois". Elas também cantam (como fazem muitas vezes no filme) e até mesmo tem seu próprio canal de TV a cabo. Atores que fornecem as vozes das baratas incluem Billy West, Jim Turner, Rick Aviles e Dave Chappelle.

## Sinopse
O jovem Joe sai da cidade natal, no interior do estado de Iowa e vai tentar a vida em Nova York. Chegando lá, ele se depara com a dificuldade de encontrar uma moradia. Depois de descobrir que a senhora Grotovisk morreu rolando escada abaixo, ele se passa por filho dela e consegue a casa para morar. Seu apartamento está num bairro suburbano e violento. Ao decorrer da história ele descobre que nesse apartamento vive um exército de "milhares" de baratas que resolvem adotá-lo como amigo.

## Elenco
- Jerry O'Connell como Joe
- Megan Ward como Lily Dougherty
- Jim Turner como Walter Shit
- Sandra Denton como Blank
- Robert Vaughn como Senador Dougherty
- Don Ho como Alberto Bianco
- Jim Sterling como Jesus Bianco
- Shiek Mahmud-Bey como Vladimir Bianco
- David Huddleston como P.I. Smith
- Vincent Pastore como Corretor do apartamento
- Paul Bartel como olheiro da NEA
- Richard "Moby" Hall
- Graham Dewar como Garoto do delivery de pizza

## Vozes das baratas
- Billy West como Ralph
- Reginald Hudlin como Rodney
- Jim Turner
- Jim Sterling
- Dave Chappelle
- Tim Blake Nelson
- Rick Aviles

## Produção
John Payson criou o curta-metragem Joe's Apt., que foi ao ar na MTV entre os intervalos comerciais. Payson disse que foi inspirado por um curta-metragem de 1987 chamado Those Damn Roaches e pelo filme japonês de 1987 Twilight of the Cockroaches, mais tarde um cruzamento de animação desenhada à mão e live-action. Após o curta receber um CableACE Award, os executivos da MTV ficaram suficiente impressionados para discutir a produção de uma adaptação para o cinema com Payson. Em 1993, a MTV fez um acordo com a Geffen Pictures durante o desenvolvimento para produzir filmes com base nas propriedades da rede e liberá-los através da Warner Bros.. Enquanto Joe's Apartment foi colocado em produção com um orçamento de $13 milhões de dólares, um filme de Beavis and Butt-Head também foi colocado em desenvolvimento.

## Recepção
As críticas foram universalmente negativas, principalmente descontente com a mistura de piadas repugnantes e humor musical. Revisão de Roger Ebert foi certamente contundente, afirmando que "Joe's Apartment seria uma péssima comédia mesmo sem as baratas, mas não seria nojento. Não, espere: Eu retiro o que disse. Mesmo sem as baratas, ainda teríamos a subtrama envolvendo os bolos desinfetantes cor de rosa de mictório" Atualmente, o filme é avaliado apenas 19% no Rotten Tomatoes.